# Curtea de Argeș
Curtea de Argeș (Dvůr na řece Argeș) je město v Rumunsku, ležící na pravém břehu řeky Argeș v jižních Karpatech poblíž Pitești, nachází se v župě Argeș, v roce 2022 mělo 25 977 obyvatel. 

## Historie
Jde o jedno z nejstarších měst v rumunském Valašsku. Podle legendy je ve 13. století založil první vládce Valašska Radu Negru a po blízkém Câmpulungu se stalo druhým hlavním městem. Ve městě se dochovaly ruiny středověkého knížecího dvora s kostelem sv. Mikuláše a katedrála, jež byla povýšena na sídlo biskupa ve druhé polovině 18. století a vybrána za královskou nekropoli ve druhé polovině 19. století.

## Ekonomika
Město má rozvinutý strojírenský a dřevozpracující průmysl. Je také tradičním výrobcem porcelánu. V současné době je hojně navštěvováno turisty.

## Památky

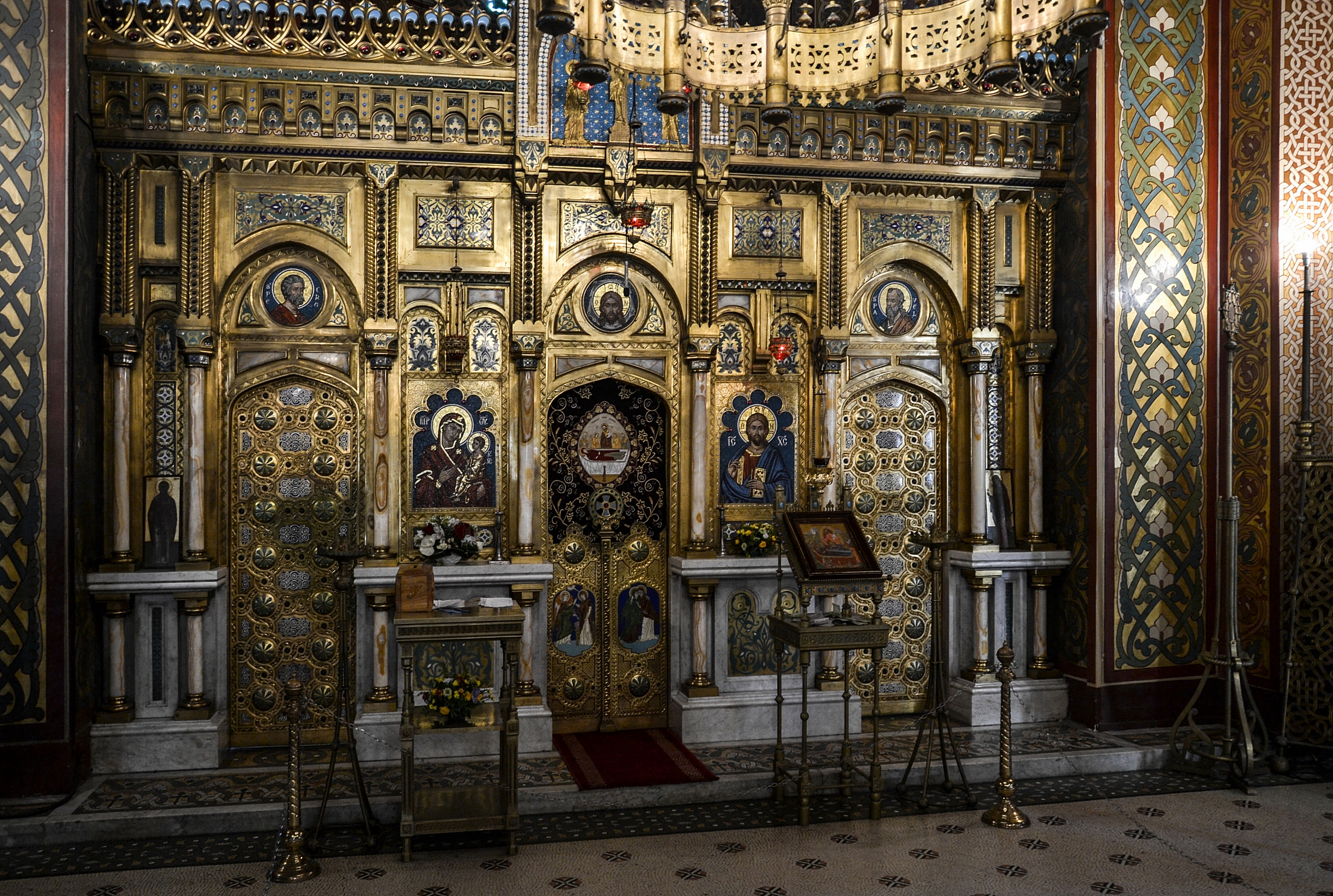
Ikonostas v katedrále

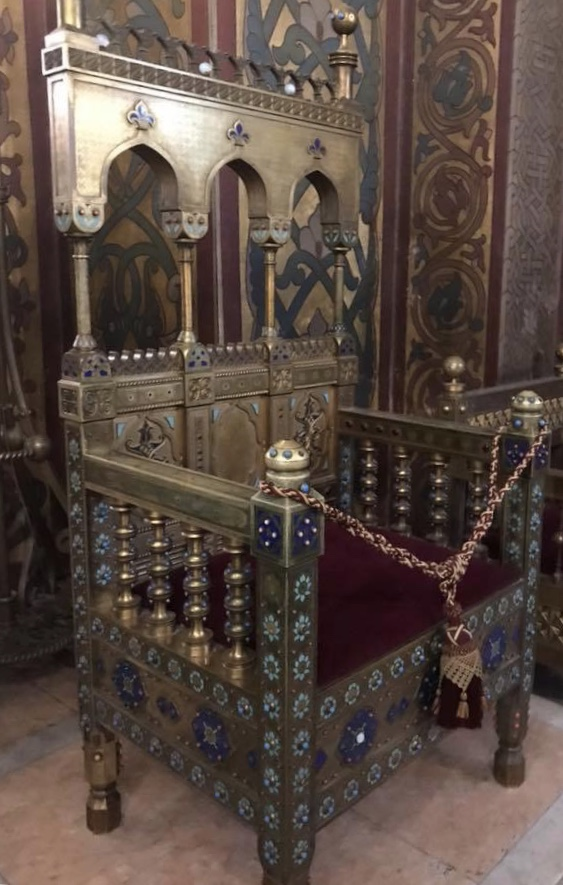
Trůn rumunského krále v katedrále

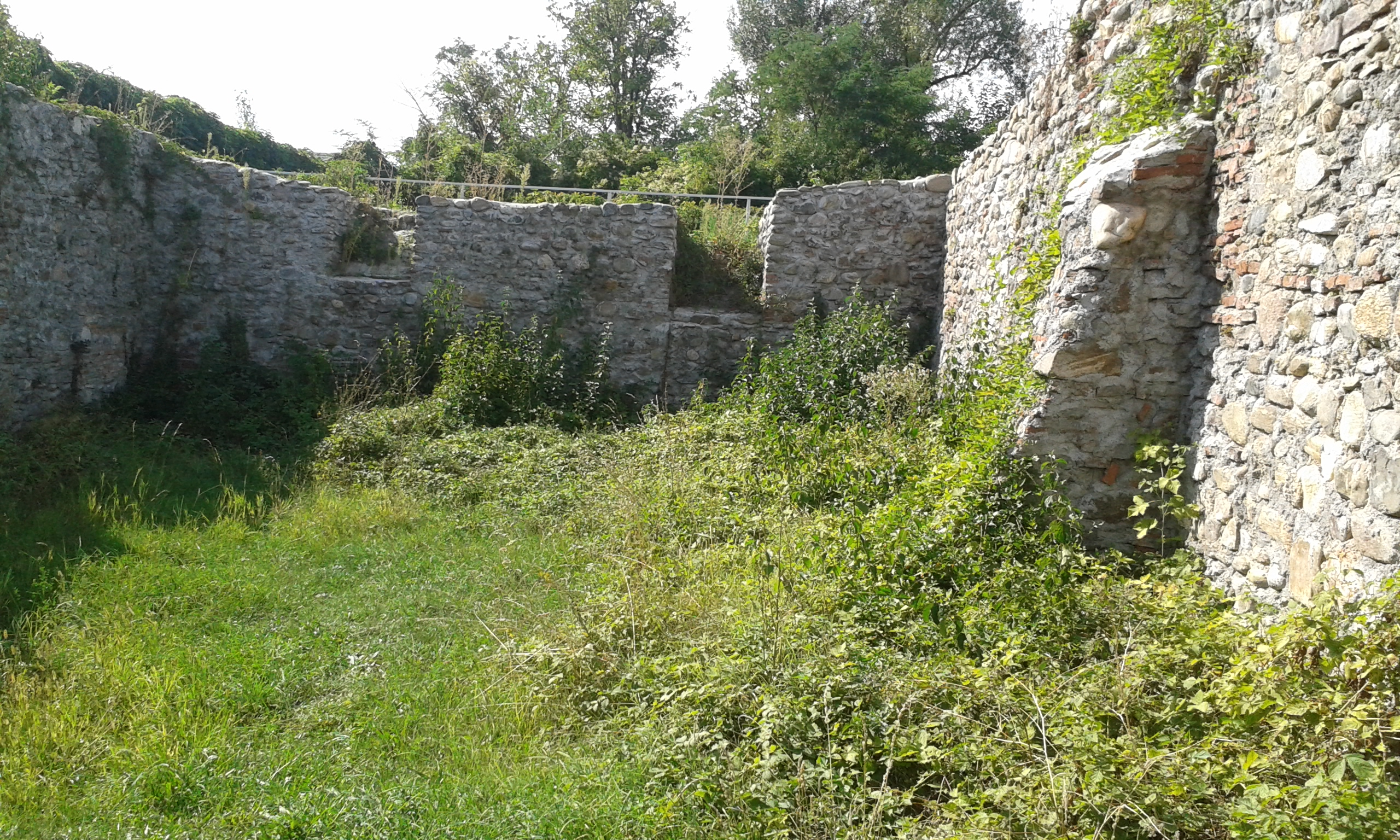
Ruiny knížecího dvora

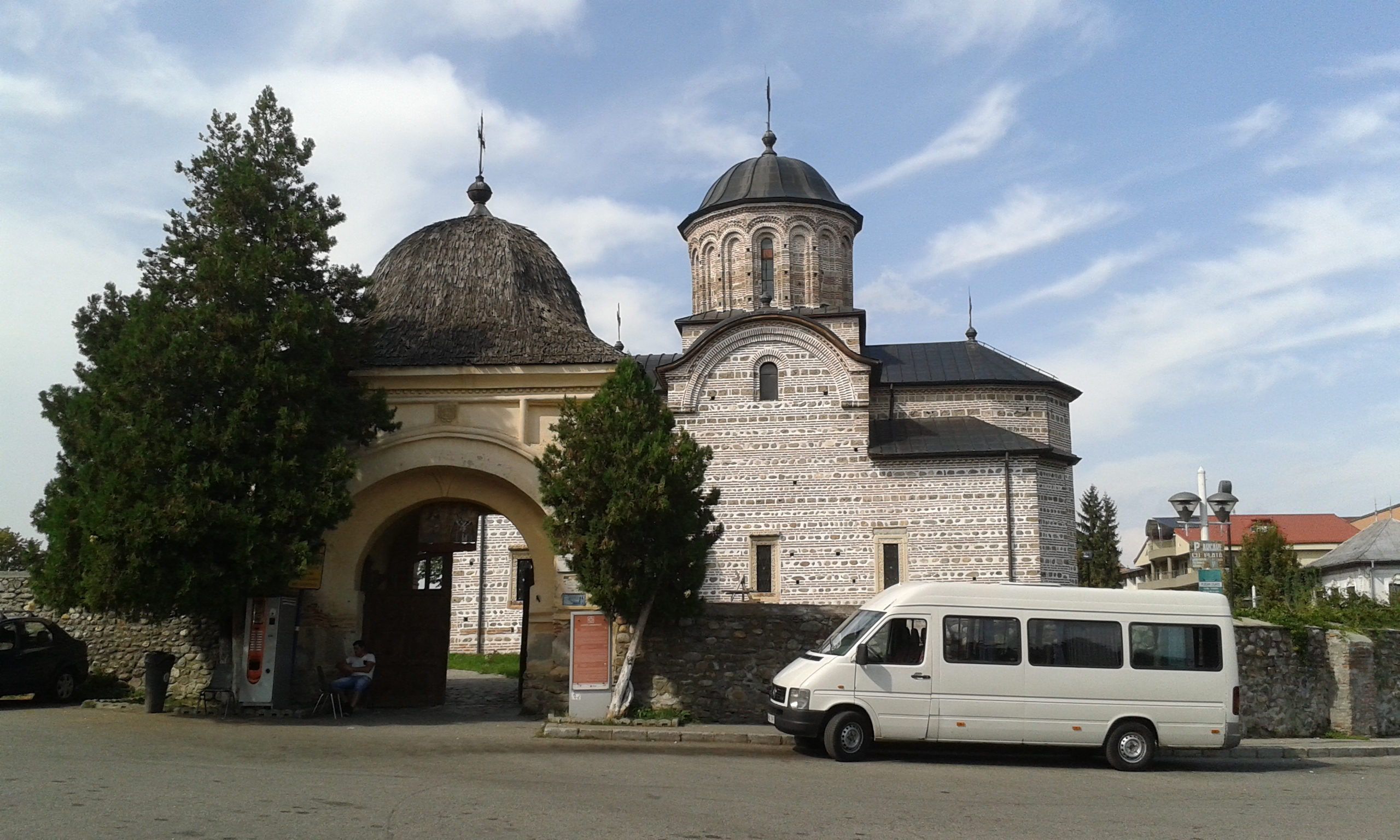
Kostel sv. Mikuláše s branou do knížecího dvora

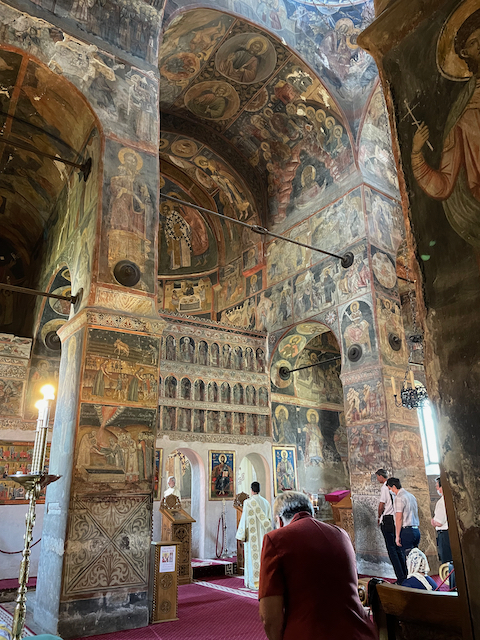
Interiér knížecího kostela sv. Mikuláše

- Katedrála Zesnutí Bohorodičky - vyplenili ji Maďaři a Turci, na stěnách zůstalo jen několik pamětních nápisových desek řeckých, slovanských a rumunských. Podle nich katedrálu v letech 1512 až 1521 postavil princ Neagoe Basarab a dokončil ji roku 1526 princ Ioan Radu. Třetí nápis z roku 1681 uvádí opravy za prince Șerbana I. Cantacuzina. Čtvrtá deska z roku 1804 zaznamenává restaurování katedrály za prvního biskupa Josefa. V letech 1875–1886 byla katedrála rekonstruována, z té doby pochází zařízení včetně ikonostasu, královského trůnu a většina nástěnných maleb. Katedrála je pohřebištěm rumunské královské rodiny.

Královské hroby
- Král Karel I. Rumunský (1839-1914)
- Princezna Marie Rumunská (1870-1874), dcera krále Karla I.
- Královna Alžběta zu Wied (1843-1916), manželka krále Karla I.
- Princ Mircea (1913-1916), syn krále Ferdinanda I.
- král Ferdinand I. Rumunský (1865-1927)
- Královna Marie Edinburská (1875-1938) - manželka krále Ferdinanda I.
- Král Karel II. Rumunský (1893-1953), ostatky byly přeneseny z Lisabonu v roce 2003
- královna Anna Bourbonsko-Parmská, (1923-2016) - manželka krále Michaela I.
- Král Michael I. Rumunský (1921-2017)

- Královský palác, postaven v maurském stylu 19. století, nedaleko katedrály
- Knížecí kostel sv. Mikuláše (Biserica Domnească „Sfântul Nicolae din Curtea de Argeș“), typ byzantského chrámu na půdorysu řeckého kříže s kupolí v křížení, středověký ze 14. století s fragmenty původní malby a souvislou výmalbou ze 17.-18. století; brána vede k ruinám středověkého knížecího dvora
- Ruina kostel sv. Mikuláše Malého se čtyřbokou věží (Biserica „Sân Nicoară“ nebo Biserica „Sfântul Nicolae cel Mic“)
- Kostel Zesnutí Bohorodičky - pravoslavný chrám v historizujícím románském stylu postavili bratři Druiové koncem 16. a v  17. století, z té doby pochází motivy arkád a fragmenty nástěnnných maleb; přestavěn po roce 1874
- Klášter s kostelem Svatých andělů, z roku 1717
- Dřevěný kostel v místní části Palanga, Vâlcea‎
- Železniční nádraží - z roku 1880, ve stylu rumunské lidové architektury

## Osobnosti spjaté s městem
- Mircea I. zvaný Starý (1355-1418), významný valašský kníže, zdejší rodák
- Neagoe Basarab (* asi 1481; † 15. září 1521 Curtea de Argeș) -  pán Valašska v letech 1512–1521, nejvýznamnější politik z mocné bojarské rodiny Craiovescu